# Aruistra cercata
Aruistra cercata är en kackerlacksart som först beskrevs av Robert Walter Campbell Shelford 1911.  Aruistra cercata ingår i släktet Aruistra och familjen småkackerlackor. Inga underarter finns listade i Catalogue of Life.